# Czesław Kur
Czesław Kur (ur. 15 listopada 1943 w Ławach, zm. 28 listopada 2024) – polski judoka, dwukrotny brązowy medalista mistrzostw Europy w kategorii 70 kg (1968, 1969), medalista mistrzostw Polski, trener.

## Kariera sportowa
Był zawodnikiem Gwardii Koszalin i Wybrzeża Gdańsk, jego trenerem w gdańskim klubie był Ryszard Zieniawa. Jego największymi sukcesami w karierze były dwa brązowe medale mistrzostw Europy (1968, 1969 w kategorii 70 kg). W tej samej kategorii zdobył także wicemistrzostwo Polski w 1968 oraz trzy brązowe medale mistrzostw Polski (1966, 1967, 1969).
W latach 1976–1991 był trenerem w Olimpii Poznań, gdzie jego najbardziej znanym zawodnikiem był Jacek Beutler, w latach 1991-1995 pracował jako trener duńskiej reprezentacji judo kobiet i mężczyzn, następnie ponownie pracował w Olimpii. W latach 1985–1988 był członkiem zarządu Polskiego Związku Judo.
Posiadał stopień mistrzowski 8 DAN (2020).